# Три дев’ятки
«Tри дев'ятки» (Три девятки) или «999» — советская и украинская рок-группа.
Она является первым украинским коллективом, который выступал в зале ЮНЕСКО.

## История коллектива
Группа была основана во Львове в 1986 году гитаристом Игорем Толохой, вокалистом Александром Мельником и барабанщиком Глебом Толстым. К ним присоединились клавишник Евгений Тарнавский и бас-гитарист Алексей Буглак. Тогда группа играла в стиле хэви-метал. Год спустя группа распалась.
В начале 1988 года группа собирается снова. На этот раз её основателями были гитарист Александр Веденин и барабанщик Глеб Толстой. Тогда коллектив исполнял психоделический и тяжелый рок. В том же году группа становится членом киевского музыкального объединения «Эксперимент» и принимает участие в фестивале «Голосєєво-88». В конце того же года коллектив распадается и собирается через год. Из предыдущих участников остаются Толстой и Веденин. В мае 1993 года группа завоёвывает «Гран-при» во Львове и становится лауреатом фестиваля «Червона рута» в Донецке. Позже группа успешно гастролирует по странам Западной и Центральной Европы. Интересно, что в Мюнхене группе удается дать концерт на городской площади, где ранее не выступали иностранные исполнители. Позже группа получила официальное приглашение ЮНЕСКО. Тогда стиль можно было охарактеризовать как альтернативный и инди-рок. Композиции «Галилей», «Вальс с ядом» и «Дикая орхидея» не один раз становились на вершине украинских хит-парадов.

## Составы

### Первый состав 1986—1987
- Игорь Толоха — гитара.
- Александр Мельник — солист.
- Глеб Толстой — ударные, бэк-вокал.
- Алексей Буглак — бас, вокал.
- Евгений Тарнавский — клавишные.

### Второй состав 1988 года
- Александр Веденин — гитара.
- Глеб Толстой — ударные, бэк-вокал.
- Сергей Маланчук — басист.
- Дмитрий Соколовский — гитара, вокал.

### Третий состав 1989 — наше время
- Глеб Толстой — барабаны.
- Александр Веденин — вокал, гитара.
- Юрий Чуб — бас-гитара, вокал.
- Алена Романовская — вокал.
- Виктор Рыжий — скрипка, вокал.
- Андрей Войтюк — перкуссия, ксилофон.
- Леся Герасимчук — вокал.
- Олег Скипчак — ксилофон, перкуссия.
- Андрей Степанов — флейта, вокал.
- Ярина Турянская - вокал